# Elimination Chamber (2011)
Elimination Chamber (2011) (znane również jako No Escape (2011) w Niemczech)– druga gala wrestlingu w chronologii cyklu Elimination Chamber wyprodukowana przez federację World Wrestling Entertainment (WWE). Odbyła się 20 lutego 2011 w Oracle Arena w Oakland w Kalifornii. Emisja była przeprowadzana na żywo w systemie pay-per-view.
Gala opierała się na dwa Elimination Chamber matchach. Podczas gali zorganizowano sześć walk, w tym jedna będąca Dark matchem. W pierwszym Elimination Chamber matchu, Edge obronił World Heavyweight Championship pokonując Reya Mysterio, Kane’a, Drew McIntyre’a, Big Showa i Wade’a Barretta. John Cena pokonał CM Punka, Johna Morrisona, Sheamusa, Randy’ego Ortona i R-Trutha, dzięki czemu wywalczył pojedynek o WWE Championship na WrestleManii XXVII. W pozostałych walkach The Corre (Justin Gabriel i Heath Slater) pokonali Santino Marellę i Vladimira Kozlova, zdobywając WWE Tag Team Championship, a The Miz obronił WWE Championship przeciwko Jerry'emu Lawlerowi.
Galę wykupiono 212 000 razy, co było mniejszą ilością w porównaniu do 287 000 wykupień zeszłorocznej edycji gali.

## Produkcja

### Tło
W 2010 roku World Wrestling Entertainment (WWE) zorganizowało wydarzenie profesjonalnego wrestlingu zatytułowane Elimination Chamber w trybie pay-per-view (PPV), które zastąpiło ich poprzednie wydarzenie, No Way Out. Koncepcja wydarzenia polega na tym, że jedna lub dwie walki wieczoru są Elimination Chamber matchami, których stawką są mistrzostwa lub gwarancja przyszłych walk o mistrzostwa. Wydarzenie było promowane w Niemczech jako „No Escape” w obawie, że nazwa „Elimination Chamber” (ang. komora eliminacyjna) może przywodzić na myśl komory gazowe używane podczas Holokaustu.

### Rywalizacje
Royal Rumble oferowało walki profesjonalnego wrestlingu z udziałem wrestlerów należących do brandów Raw i SmackDown. Wyreżyserowane rywalizacje (storyline’y) były kreowane podczas cotygodniowych gal Raw i SmackDown. Wrestlerzy są przedstawieni jako heele (negatywni, źli zawodnicy i najczęściej wrogowie publiki) i face’owie (pozytywni, dobrzy i najczęściej ulubieńcy publiki), którzy rywalizują pomiędzy sobą w seriach walk mających budować napięcie. Kulminacją rywalizacji jest walka wrestlerska lub ich seria.

## Wyniki walk
| Nr                                                                                    | Wyniki | Stypulacje                                                                              | Czas  |
| ------------------------------------------------------------------------------------- | --- | --------------------------------------------------------------------------------------- | ----- |
| 1D                                                                                    | Daniel Bryan (c) pokonał Teda DiBiase poprzez submission                                                                                            | Singles match o WWE United States Championship                                          | 5:42  |
| 2                                                                                     | Alberto Del Rio (z Ricardo Rodriguezem) pokonał Kofiego Kingstona poprzez submission                                                                | Singles match                                                                           | 10:30 |
| 3                                                                                     | Edge (c) pokonał Reya Mysterio, Kane'a, Drew McIntyre'a, Big Showa i Wade'a Barretta                                                                | Elimination Chamber match o World Heavyweight Championship                              | 31:30 |
| 4                                                                                     | The Corre (Heath Slater i Justin Gabriel) (z Ezekielem Jacksonem) pokonali Santino Marellę i Vladimira Kozlova (c) (z Taminą Snuką) poprzez pinfall | Tag team match o WWE Tag Team Championship                                              | 5:08  |
| 5                                                                                     | The Miz (c) (z Alexem Riley) pokonał Jerry'ego Lawlera poprzez pinfall                                                                              | Singles match o WWE Championship                                                        | 12:10 |
| 6                                                                                     | John Cena pokonał CM Punka, Johna Morrisona, King Sheamusa, Randy'ego Ortona i R-Trutha                                                             | Elimination Chamber match o miano pretendenta do WWE Championship na WrestleManii XXVII | 33:12 |
| (c) – mistrz/mistrzyni przed walkąD – walka była dark matchem (nietransmitowana w TV) | |                                                                                         |       |

### Elimination Chamber match (SmackDown)
| Nr. eliminacji | Wrestler      | Nr. wejściowy | Wyeliminowany przez | Metoda eliminacji                 | Czas  |
| -------------- | ------------- | ------------- | ------------------- | --------------------------------- | ----- |
| 1              | Wade Barrett  | 3             | Big Showa           | Przypięty po otrzymaniu KO Punch  | 18:48 |
| 2              | Big Show      | 6             | Kane’a              | Przypięty po otrzymaniu Chokeslam | 20:54 |
| 3              | Drew McIntyre | 5             | Kane’a              | Przypięty po otrzymaniu Chokeslam | 21:09 |
| 4              | Kane          | 4             | Edge’a              | Przypięty po otrzymaniu Spear     | 22:50 |
| 5              | Rey Mysterio  | 2             | Edge’a              | Przypięty po otrzymaniu Spear     | 31:30 |
| Zwycięzca      | Edge (c)      | 1             | –                   | –                                 | –     |

### Elimination Chamber match (Raw)
| Nr. eliminacji | Wrestler      | Nr. wejściowy | Wyeliminowany przez | Metoda eliminacji                                                     | Czas  |
| -------------- | ------------- | ------------- | ------------------- | --------------------------------------------------------------------- | ----- |
| 1              | R-Truth       | 5             | Sheamusa            | Przypięty po otrzymaniu Brogue Kick                                   | 17:31 |
| 2              | Randy Orton   | 3             | CM Punka            | Przypięty po otrzymaniu GTS                                           | 21:33 |
| 3              | Sheamus       | 1             | Johna Morrisona     | Przypięty po otrzymaniu crossbody ze szczytu klatki                   | 25:16 |
| 4              | John Morrison | 2             | CM Punka            | Przypięty po otrzymaniu GTS                                           | 32:50 |
| 5              | CM Punk       | 6             | Johna Cenę          | Przypięty po otrzymaniu Attitude Adjustment na stalową podłogę klatki | 33:12 |
| Zwycięzca      | John Cena     | 4             | –                   | –                                                                     | –     |